# Xã Center, Quận Cedar, Iowa
Xã Center (tiếng Anh: Center Township) là một xã thuộc quận Cedar, tiểu bang Iowa, Hoa Kỳ. Năm 2010, dân số của xã này là 4.045 người.